# (32726) Хромий
(32726) Хромий (лат. Chromios) — троянский астероид Юпитера, двигающийся в точке Лагранжа L5, в 60° позади планеты. Астероид был открыт 16 октября 1977 года голландскими астрономами К. Й. ван Хаутеном, И. ван Хаутен-Груневельд и Томом Герельсом в Паломарской обсерватории и назван в честь одного из персонажей древнегреческой мифологии.

Орбита астероида Хромий и его положение в Солнечной системе